# نادي لاهتي
نادي لاهتي (بالفنلندية: FC Lahti) نادي كرة قدم فنلندي، مقره في مدينة لاهتي. يلعب حاليا في دوري الدرجة الأولى الفنلندي (دوري الدرجة الأولى) بعد وضع الماضي في الدوري الممتاز الفنلندي خلال موسم 2010.